# Мун Гин Йон
У цьому корейському імені прізвище (Мун) стоїть перед особовим ім'ям.
Мун Гин Йон (кор. 문근영, 文瑾瑩, Mun Geun-yeong, Moon Geun-young, 6 травня 1987, Кванджу, Південна Корея) — південнокорейська акторка та модель.

## Біографія
Розпочала модельну кар'єру у 12 років, того ж року знялась у документальному фільмі На шляху (1999). Стала відомою роллю юної Юн Инсу у популярному телесеріалі Осіння казка (2000). Її акторським проривом стала роль у фільмі жахів Історія двох сестер (2003). Пізніше знялась у фільмах Моя маленька наречена у 2004 році та Безневинні кроки у 2005. У драмі Мері залишилась на всю ніч Мун Гин Йон зіграла разом з корейським співаком і актором Чан Гин Соком (кор. 장근석).

## Фільмографія

### Телевізійні серіали
| Рік  | Назва                                 | Роль                                    | Мережа |
| ---- | ------------------------------------- | --------------------------------------- | ------ |
| 1999 | «Стомлені вчитель Райс і 7 картоплин» | Хан Місу                                | KBS2   |
| 2000 | «Осінь в моєму серці»                 | молода Юн Инсу                          | KBS2   |
| 2000 | «Медичний центр»                      | вмираюча юна співачка (гость, 15 серія) | SBS    |
| 2001 | «Імператриця Мьонсон»                 | Мін Ча Йон (молода Імператриця Мьонсон) | KBS2   |
| 2001 | «Життя прекрасне»                     | молода Ю Хіджун                         | KBS2   |
| 2003 | «Дружина»                             | Ха Мінджу                               | KBS2   |
| 2008 | «Художник вітру»                      | Сін Юн Бок                              | SBS    |
| 2010 | «Зведена сестра Попелюшки»            | Ку Ин Чжо / Сон Ин Чжо                  | KBS2   |
| 2010 | «Одружись зі мною, Ме Рі»             | Ві Мері                                 | KBS2   |
| 2012 | «Аліса з Чхонгдам-дона»               | Хан Секьон                              | SBS    |
| 2013 | «Богиня вогню»                        | Ю Чан                                   | MBC    |
| 2015 | «Село: Секрет Ачіари»                 | Хан Союн                                | SBS    |
| 2016 | «Антураж»                             | (камео, 12 серія)                       | tvN    |
| 2019 | «Зловити привида»                     | Ю Рьон                                  | tvN    |

### Фільми
| Рік  | Назва                             | Роль              |
| ---- | --------------------------------- | ----------------- |
| 1999 | «На шляху» (документальний фільм) |                   |
| 2002 | «Концерт для закоханих»           | Лі Чіюн           |
| 2003 | «Історія двох сестер»             | Пе Суйон          |
| 2004 | «Моя маленька наречена»           | Со Боин           |
| 2005 | «Невинні кроки»                   | Чан Чхерін        |
| 2006 | «Любов, і таких не треба»         | Рю Мін            |
| 2015 | «Трон»                            | королева Хьонгьон |
| 2017 | «Скляний сад»                     | Чеюн              |

### Театр
| Рік  | П'єса               | Роль      |
| ---- | ------------------- | --------- |
| 2010 | «Ближче»            | Аліса     |
| 2016 | «Ромео і Джульєтта» | Джульєтта |

## Нагороди
| Рік  | Нагорода                                            | Категорія                                                        | Робота                                                  | Результат | Прим.  |
| ---- | --------------------------------------------------- | ---------------------------------------------------------------- | ------------------------------------------------------- | --------- | ------ |
| 2000 | 14-та Премія KBS драма                              | Краща юна акторка                                                | «Осінь в моєму серці»                                   | Перемога  | [ 1 ]  |
| 2003 | 24-та Кінопремія Блакитний дракон                   | Краща нова акторка                                               | «Історія двох сестер»                                   | Номінація |        |
| 2004 | 41-а Премія Великий дзвін                           | Нагорода за популярність                                         | «Моя маленька наречена»                                 | Перемога  | [ 2 ]  |
| 2004 | 41-а Премія Великий дзвін                           | Краща нова акторка                                               | «Моя маленька наречена»                                 | Перемога  | [ 3 ]  |
| 2004 | 12-та Премія Chunsa Film Art                        | Краща нова акторка                                               | «Моя маленька наречена»                                 | Перемога  | [ 4 ]  |
| 2004 | 25-та Кінопремія Блакитний дракон                   | Популярна зірка                                                  | «Моя маленька наречена»                                 | Перемога  | [ 5 ]  |
| 2004 | 3-я Корейська кінопремія                            | Краща нова акторка                                               | «Моя маленька наречена»                                 | Номінація |        |
| 2004 | 6-та Музична премія Mnet Asian                      | Кращий саундтрек                                                 | "I Don't Know About Love Yet" («Моя маленька наречена») | Номінація |        |
| 2005 | 5-й Корейський міжнародний молодіжний кінофестиваль | Фаворітна акторка                                                |                                                         | Перемога  | [ 6 ]  |
| 2005 | 42-га Премія Великий дзвін                          | Краща акторка                                                    | «Невинні кроки»                                         | Номінація |        |
| 2005 | 42-га Премія Великий дзвін                          | Нагорода за популярність                                         | «Невинні кроки»                                         | Перемога  | [ 7 ]  |
| 2006 | 29-та Премія Golden Cinematography                  | Краща акторка                                                    | «Невинні кроки»                                         | Перемога  | [ 8 ]  |
| 2006 | 6-й Корейський міжнародний молодіжний кінофестиваль | Фаворітна акторка                                                |                                                         | Перемога  | [ 9 ]  |
| 2007 | 44-та Премія Великий дзвін                          | Краща акторка                                                    | «Любов, і таких не треба»                               | Номінація |        |
| 2007 | 7-й Корейський міжнародний молодіжний кінофестиваль | Фаворітна акторка                                                |                                                         | Перемога  | [ 10 ] |
| 2008 | 21-а Премія Grimae                                  | Краща акторка                                                    | «Художник вітру»                                        | Перемога  | [ 11 ] |
| 2008 | 16-та Премія SBS драма                              | Daesang (головний приз)                                          | «Художник вітру»                                        | Перемога  | [ 12 ] |
| 2008 | 16-та Премія SBS драма                              | Нагорода за високу майстерність (акторки)                        | «Художник вітру»                                        | Номінація | [ 12 ] |
| 2008 | 16-та Премія SBS драма                              | Топ-10 зірок                                                     | «Художник вітру»                                        | Перемога  | [ 12 ] |
| 2008 | 16-та Премія SBS драма                              | Краща пара (разом з Мун Чхе Вон)                                 | «Художник вітру»                                        | Перемога  | [ 12 ] |
| 2009 | 4-та Сеульська міжнародна премія драми              | Краща акторка                                                    | «Художник вітру»                                        | Номінація |        |
| 2009 | 4-та Сеульська міжнародна премія драми              | Нагорода за популярність                                         | «Художник вітру»                                        | Перемога  | [ 13 ] |
| 2009 | 45-та Премія Пексан                                 | Краща акторка телебачення                                        | «Художник вітру»                                        | Перемога  | [ 14 ] |
| 2010 | 6-та Премія Золотий квиток                          | Краща театральна акторка                                         | «Ближче»                                                | Перемога  | [ 15 ] |
| 2010 | Премія Yahoo! Asia Buzz                             | Премія Buzz Star (жінки)                                         | «Одружись зі мною, Ме Рі»                               | Перемога  | [ 16 ] |
| 2010 | 3-тя Премія Корейської драми                        | Краща акторка                                                    | «Зведена сестра Попелюшки»                              | Номінація |        |
| 2010 | 24-та Премія KBS драма                              | Нагорода за високу майстерність (акторки)                        | «Зведена сестра Попелюшки»                              | Перемога  | [ 17 ] |
| 2010 | 24-та Премія KBS драма                              | Нагорода за високу майстерність (акторки середньотривалої драми) | «Зведена сестра Попелюшки»                              | Номінація |        |
| 2010 | 24-та Премія KBS драма                              | Премія Netizens (акторки)                                        | «Зведена сестра Попелюшки»                              | Номінація |        |
| 2010 | 24-та Премія KBS драма                              | Нагорода за популярність                                         | «Зведена сестра Попелюшки»                              | Перемога  |        |
| 2010 | 24-та Премія KBS драма                              | Краща пара (разом з Чхон Чон Мьоном)                             | «Зведена сестра Попелюшки»                              | Номінація |        |
| 2010 | 24-та Премія KBS драма                              | Краща пара (разом з Чан Гин Соком)                               | «Одружися зі мною, Мері!»                               | Перемога  |        |
| 2011 | 6-та Сеульська міжнародна премія драми              | Видатна корейська акторка                                        | «Одружися зі мною, Мері!»                               | Перемога  | [ 18 ] |
| 2011 | 47-а Премія Пексан                                  | Найпопулярніша акторка телебачення                               | «Зведена сестра Попелюшки»                              | Перемога  | [ 19 ] |
| 2013 | 21-ша Премія SBS драма                              | Нагорода за високу майстерність (акторки мінісеріалу)            | «Аліса з Чхонгдам-дона»                                 | Номінація |        |
| 2013 | 32-га Премія MBC драма                              | Нагорода за високу майстерність (акторки спеціальних драм)       | «Богиня вогню»                                          | Номінація |        |
| 2014 | 9-та Сеульська міжнародна премія драми              | Видатна корейська акторка                                        | «Богиня вогню»                                          | Номінація |        |
| 2015 | 23-тя Премія SBS драма                              | Нагорода за високу майстерність (акторки мінісеріалу)            | «Село: Секрет Ачіари»                                   | Перемога  | [ 20 ] |
| 2015 | 23-тя Премія SBS драма                              | Топ-10 зірок                                                     | «Село: Секрет Ачіари»                                   | Перемога  | [ 20 ] |

## Зовнішні посилання
- Namoo Actors Official Webpage [Архівовано 12 січня 2012 у Wayback Machine.] (англ.)
- Moon Geun-young's DC Inside Gallery "Moon Gallery" [Архівовано 31 січня 2012 у Wayback Machine.]
- Moon Geun-young's Cyworld Minihompy[недоступне посилання]
- Moon Geun-young's International Fanclub [Архівовано 25 квітня 2012 у Wayback Machine.] (англ.)
- Мун Гинйон на сайті movie.daum.net (кор.)
- Мун Гин Йон [Архівовано 22 березня 2020 у Wayback Machine.] на HanCinema.net
- Мун Гин Йон [Архівовано 15 серпня 2020 у Wayback Machine.] на Korean Movie Database